# のんきくん

『のんきくん』は方倉陽二の漫画作品。

## 概要
1977年に小学館の『小学四年生』7月号別冊ふろくに初掲載、その後、学年誌、『コロコロコミック』などに1988年度まで定期掲載された。単行本はてんとう虫コミックスから第8巻まで刊行、8巻の巻末に9巻に続くという記載があったが未刊行。コミックス未掲載作品もかなり多く、別冊付録のみの書き下ろし作品も数多く存在する。ぴっかぴかコミックスにて3巻まで刊行された。
題名の通りとてものんきなのんきくん一家がくりひろげるギャグ漫画。連載初期は作品の中で一ヶ月、一年という単位が過ぎることも普通で常軌を逸したのんき一家ののんきぶりを披露する作品だったが、後半になるにつれて、インチキ商売やダジャレネタが増えている。特に末期はダジャレネタを多用している。ずっこける時、「あり～!」と叫びながらドピューやドドドという擬音とともにキャラクターがお尻を上にして飛んでいくリアクションは、コロコロコミックの多くの漫画家が真似をした。

## 掲載誌
- 小学四年生：1977年7月号 - 1989年3月号
- 小学二年生：1984年12月号 - 1988年10月号
- 小学三年生：1986年4月号 - 1989年3月号
- 小学一年生：1985年3月号、1986年2月号 - 3月号、1987年1月号 - 5月号、1988年2月号 - 5月号
- 小学六年生：1988年4月号 - 1989年3月号
- 月刊コロコロコミック：1986年12月号、1987年3月号（読切）、1987年4月号 - 1988年9月号
- 別冊コロコロコミック：1987年4月号 - 6月号

## 登場人物
のんきくん
つばが頭の後ろに来るように被ったつば付き帽子がシンボルの主人公で、掲載誌により異なるが基本は小学4年生の男の子。お風呂に入る時も寝るときも帽子は外さない。基本的に勉強は嫌いで、学校には給食を食べに行く目的で通う。趣味は食べることで、かなりの食いしん坊。それだけでなく、料理の達人であり、設定上では和洋中華全ての料理を作れるらしいがあまり腕を見せていない。他ではマラソンが得意で、一年中走り続けていたこともある。好きな言葉は「寝る子は育つ」で、何かあったら寝ている。
パパ
のんきくんの父親で、のんき一家で最ものんき者。性格はかなり子供じみていて、負けず嫌い。迷子になるのが特技であり、家の中でも迷子になれる。おもちゃが大好きで、腕前は下手だが遊ぶのが仕事。それが高じてか、一応、おもちゃ会社（ダカラバンザイ社）の開発部長を務めている。全く働いていないように見えるが、都内に庭付き一戸建ての邸宅を持っている。地下室まであり、化石にするため子供のときに食べた魚の骨が置いてある。また、子供の頃「ポチ」という犬を飼っていたことがあり、長年パパの投げたボールを探していて戻ってこなかったが、コミックス2巻で久々に戻ってきた。ちなみにこのときポチがボールに書いたのんき一家の住所に千代田区と書いてあったのでのんき一家は一等地に住んでいたことになる。2月29日生まれで実際は40歳だがうるう年であるために自称10歳だと言う。作者の方倉がイラストを担当した『早おぼえ四字熟語』（小学館）でも、パパに似た人物が登場している。
ママ
のんきくんの母親。パパとは幼なじみであり、ままごとをしているうちに知らない間に結婚して家庭を持ったらしい。料理を作るのは好きだが、失敗も非常に多く時々、奇抜な料理を考案することもある。特技は忘れ物をすることで、買い物をしても財布はおろか、何を買うのかも忘れてしまう。ダジャレを言うのも好きである。職業は小学校教諭で、のんき君のクラスの担任でもあるが、何度か授業をサボっている。あと、のんき一家の中で他の二人はカナヅチのなか、水泳が得意。美人でありプロポーションもかなりグラマーで、入浴シーンやきわどい全裸など、それとなくお色気シーンも時折描かれた。作者の方倉がイラストを担当した『ドラえもんの学習シリーズ・すらすら作文が書ける』（小学館）でも、ママに似た人物が登場している。
釣り堀のおねーちゃん
釣り堀だけでなく、料理屋から美術館、果ては温泉から芸能プロダクションまで、いろいろ経営している美人のお姉さん。コミックスでは4巻に初登場。「釣り堀のねーちゃん」とはいうものの、登場する場面から考えると元は銭湯を経営していると思われる。かなり金銭欲が強く、詐欺師としての腕前も一級品。パートナーに時々人語もしゃべる釣り堀に放っている鯉がおり、連載末期には半ばレギュラーキャラとなっていた。